# أزمات الغذاء في موريتانيا
تعتمد المأكولات في موريتانيا بشكل أساسي على اللحوم والدجاج والخضروات، بالإضافة إلى البهارات الموريتانية التي تضفي نكهة خاصة على الطعام. إستعمال الدقيق ظاهر في أهم وأشهر الأطباق في موريتانيا، بما في ذلك "الخبز الموريتاني باللحم".و كذلك "لوكيل الكحل" و التي هي واحدة من أشهر الأطباق في موريتانيا، حيث تُعد بكميات كبيرة. تُصنع هذه الوجبة من دقيق الشعير المعروف بالمسمى "فغي" في موريتانيا.
عانت موريتانيا من أزمات غذائية متكررة وسوء تغذية مزمن و من عدم الاستقرار في مالي. تستورد الدولة جميع احتياجاتها من القمح، وهو ثاني أهم محصول استهلاكي في الدولة، ويُلبي 90٪ من احتياجاتها من الخضروات من خارج حدودها. وينطبق الأمر بشكل مشابه تقريبًا على الفاكهة، باستثناء التمور، ويتم تطبيق الأمر نفسه على منتجات الألبان. تتمتع الدولة بالاكتفاء الذاتي في إنتاج اللحوم و الأسماك، وتُنتج 80٪ من احتياجاتها من الأرز.
تشير التقديرات الأخيرة إلى أن الأمن الغذائي في موريتانيا قد تدهور تدريجيًا منذ منتصف عام 2013، ووصل الآن إلى مستويات مشابهة لتلك التي واجهتها خلال جفاف عام 2012.

## التاريخ
موريتانيا واجهت تحديات انعدام الأمن الغذائي خلال القرن العشرين بسبب مجموعة متنوعة من العوامل، بما في ذلك الجفاف والممارسات الزراعية السيئة. كان مجتمع موريتانيا يعتمد كثيرًا على رعاية الماشية كنشاط اقتصادي أساسي، حيث توفر الماشية والحيوانات الأخرى وسائل العيش لما يصل إلى 70٪ من سكان البلاد. ومع ذلك، فإن صناعة الثروة الحيوانية تأثرت بشدة بالجفاف المزمن والتصحر السريع الناتج عنه. وعلاوة على ذلك، فإن العلاقة بين موريتانيا وأوروبا بالتحديد بفرنسا في فترة الاستعمار لم تعط الأولوية للسيادة الغذائية الموريتانية و تطويرها، وركزت بدلاً من ذلك على التجارة الساحلية. أثناء الاستعمار، فرض الفرنسيون نظام الزراعة التجارية و المحاصيل النقدية في موريتانيا، مما أثر على الزراعة الكفاف (الزراعة المعيشية) الشائعة بين الموريتانيين. أدى ذلك إلى نتائج منها، تدهور الأمن الغذائي و اعتماد البلاد على الواردات لتلبية احتياجاتها الغذائية الأساسية. في الفترة من 1970 إلى 1986، بلغ متوسط مساهمة الزراعة في الناتج المحلي الإجمالي (بالأسعار الثابتة لعام 1982) 28 في المائة، حيث يمثل الرعي حوالي 20 في المائة من هذا الرقم، كما انخفض إنتاج المحاصيل إلى 3 إلى 5 في المائة في أسوأ سنوات جفاف. انخفض الإنتاج الزراعي في موريتانيا خلال الربع الأخير من القرن العشرين بسبب الجفاف، حيث انخفض إنتاج المحاصيل بنحو الثلثين من 1970 إلى 1980 و في الأعوام ما بين 1972 إلى 1974 و 1976 إلى 1978, حسب بحث تابع لللجنة الدائمة بين الدول لمكافحة الجفاف في منطقة الساحل. قدر إنتاج اللحوم بنحو 56 ألف طن، وإنتاج الحليب 250 ألف طن، وهو ما يكفي للاحتياجات المحلية وبعض الصادرات. تزرع الحبوب مثل القمح والأرز، وتنتج 60.000 إلى 80.000 طن. يبلغ حجم الأرز المزروع بالري حوالي 5000 إلى 6000 طن. ينتج التمور 10000 طن. ومع ذلك، فإن هذه الكميات تقل عن 200000 طن من الحبوب المطلوبة و 30000 طن من السكر. في 1972-1974 ، انخفضت الثروة الحيوانية بنسبة 50 ٪، مما قلل من توافر اللحوم والحليب. كان إنتاج الحبوب فقط 20.000 إلى 30.000 طن خلال تلك الفترة.

## الأعوام الأخيرة
في عام 2012 ، واجهت موريتانيا أزمة غذائية حادة تركت أكثر من 800 ألف شخص بحاجة إلى مساعدات غذائية. نجمت الأزمة عن موجة جفاف أثرت على المناطق الشرقية والجنوبية من البلاد. و في ذات العام 2012 ، حذر عدة نشطاء في نواديبو من تفاقم الأزمة الغذائية في موريتانيا ودعوا الحكومة إلى اتخاذ إجراءات لتوفير الإمدادات الغذائية الوطنية. وفقًا لإطار عمل منسق في موريتانيا في مارس 2023 ، من المتوقع أن يعاني ما يقرب من خمسة مئة ألف شخص من انعدام الأمن الغذائي الحاد خلال موسم العجاف الحالي بين يونيو وأغسطس 2023. بسبب ضعف الاكتفاء الذاتي في البلاد من الحبوب والغذاء، قد تشهد موريتانيا زيادة في معدلات الجوع، خاصة العالم و موريتانيا تحديدا لم تخرج بعد من تداعيات أزمة فيروس كورونا ومعدل الفقر في البلاد يصل إلى 31٪. خلال 2021، قامت موريتانيا بشراء 250 مليون دولار قيمة من الحبوب (القمح والأرز) من عدة موردين بما في ذلك روسيا وأوكرانيا. كما قامت بشراء 180 مليون دولار قيمة من زيوت الطهي و160 مليون دولار قيمة من السكر و112 مليون دولار قيمة من الفواكه والخضروات و90 مليون دولار قيمة من الحليب والحليب المجفف و50 مليون دولار قيمة من الأسمدة و25 مليون دولار قيمة من الشاي. بالإضافة إلى ذلك، قامت بشراء مليار دولار قيمة من البترول ومشتقاته. و بعد حرب روسيا و أوكرانيا إرتفعت أسعار المواد الغذائية بما أثر سلبا على الإقتصاد و الامن الغذائي الموريتاني حيث أفادت منظمة الأغذية والزراعة للأمم المتحدة (الفاو) أن مؤشر الفاو لأسعار الغذاء ارتفع بنسبة 12.6٪ في مارس 2022 وهو أعلى مستوى منذ عام 1990.